# The Loco-Motion
The Loco-motion lub Locomotion – piosenka pop z 1962 roku oryginalnie nagrana przez Little Evę.
Autorami tekstu byli Gerry Goffin i Carole King, którzy napisali ten tekst pierwotnie dla wokalistki Dee Dee Sharp, ale Sharp ostatecznie odrzuciła piosenkę. 
Utwór ten jest szczególnie znany z tego, że pojawił się na amerykańskiej liście Top 3 trzykrotnie, za każdym razem w innej dekadzie: w 1962 r. w wykonaniu Little Eva (1. miejsce w USA); w 1974 r. w wykonaniu Grand Funk Railroad (również 1. miejsce w USA); i w 1988 r. w wykonaniu Kylie Minogue (3. miejsce w USA).
Istnieje również francuskojęzyczna wersja w wykonaniu Sylvie Vartan (Le Loco-motion). Wersja Vartan osiągnęła 1. miejsce na listach przebojów we Francji 13 października 1962 roku i utrzymywała się na tym miejscu przez tydzień.
Własne wersje utworu nagrali także m.in. Carole King (1980) oraz duet Dave Stewart i Barbara Gaskin (1986).

## Wersja Kylie Minogue
W 1987 roku wydano cover tego utworu w wykonaniu australijskiej piosenkarki Kylie Minogue, który zawarto na jej debiutanckim singlu. Ta wersja piosenki pochodzi z albumu Kylie (1988).

### Lista utworów
Wydania
Australijski 7" singel winylowy
1. "Locomotion" – 3:15
2. "Glad to Be Alive" (7" mix) – 3:42

Australijski singel kasetowy
1. "Locomotion" – 3:17
2. "Locomotion (Chugga-Motion mix) – 7:38
3. "Locomotion" (Girl Meets Boy mix) – 3:15
4. "Glad to Be Alive" (7" mix) – 3:42

Brytyjski 7" & 12" singel winylowy
1. "The Loco-motion" (Kohaku mix) – 5:59
2. "I'll Still Be Loving You" – 3:45

Amerykański 7" singel winylowy
1. "The Loco-motion" (Kohaku mix) – 5:59
2. "I'll Still Be Loving You" – 3:45

### Miejsca na listach przebojów
| Lista przebojów (1987)                  | Pozycja na liście |
| --------------------------------------- | ----------------- |
| Australian ARIA Singles Chart           | 1                 |
| New Zealand                             | 8                 |
| Lista przebojów (1988)                  | Pozycja na liście |
| Canada Singles Chart                    | 1                 |
| Eurochart Hot 100                       | 1                 |
| South Africa Singles Chart              | 1                 |
| Switzerland Singles Chart               | 2                 |
| UK Singles Chart                        | 2                 |
| Germany Singles Chart                   | 3                 |
| U.S. Billboard Hot 100                  | 3                 |
| France Singles Chart                    | 5                 |
| The Netherlands                         | 6                 |
| New Zealand                             | 8                 |
| Belgian Singles Chart                   | 1                 |
| Finland Singles Chart                   | 1                 |
| Hong Kong Singles Chart                 | 1                 |
| U.S. Hot Dance Music/Club Play          | 12                |
| U.S. Hot Dance Music/Maxi-Singles Sales | 4                 |
| Norway Singles Chart                    | 3                 |
| Italian Singles Chart                   | 6                 |
| Sweden Singles Chart                    | 10                |